# Печерськ

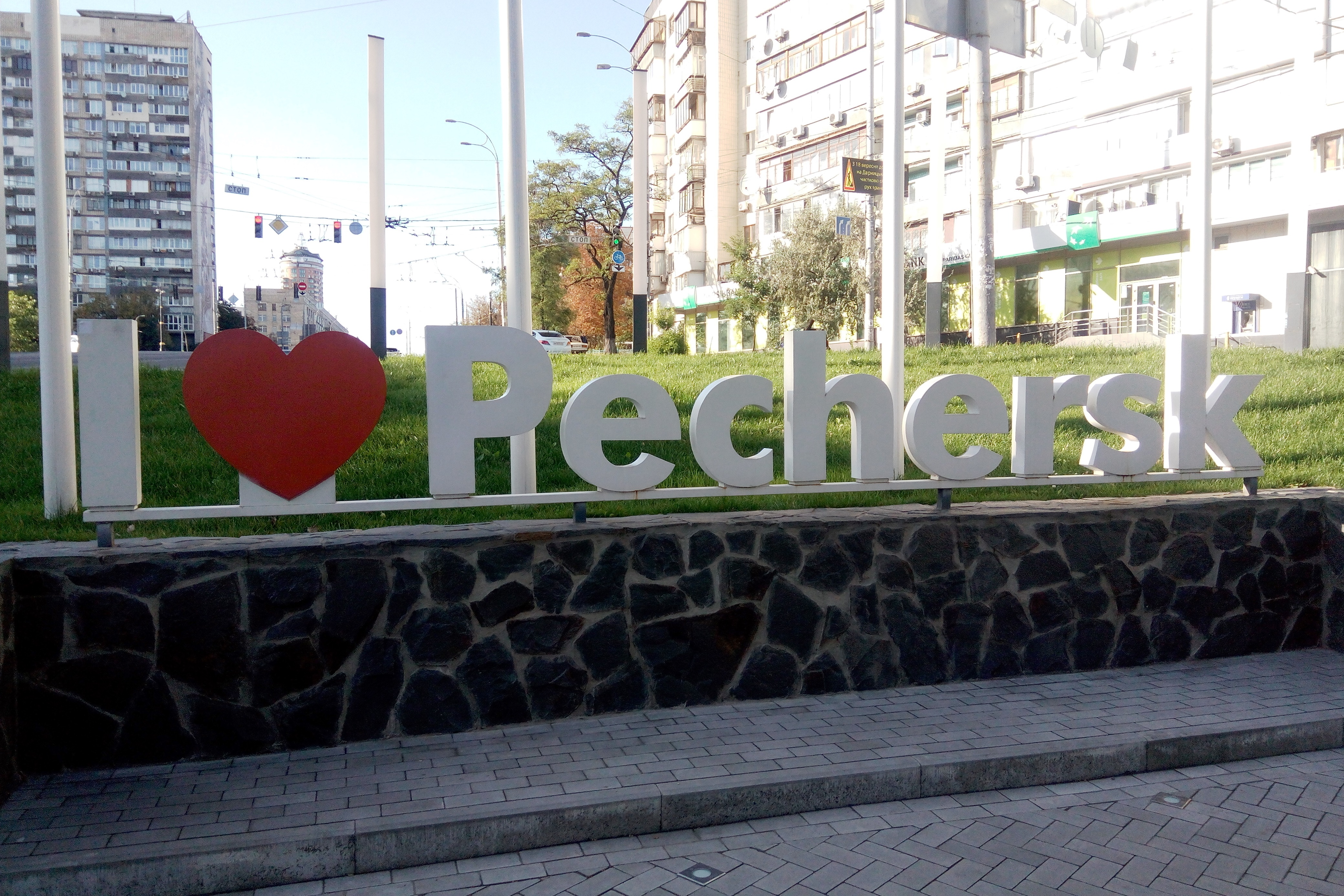
Артоб'єкт

Печерськ — історична місцевість у центрі Києва. Один з трьох давніх районів столиці разом зі Старим містом і Подолом, займає найвищу частину київського плато. З півночі долиною Клову Печерськ межує з Липками, на сході обмежений дніпровськими схилами, з півдня – долиною Либеді, на заході плавні схили до Либеді переходять у Саперне поле і Нову Забудову. Частинами Печерська є Черепанова, Чорна і Бусова гори, Звіринець, Хрести.
Головні магістралі: вулиці Грушевського, Івана Мазепи, Князів Острозьких, бульвар Лесі Українки, вулиця Михайла Бойчука.
Назва — від печер Києво-Печерської лаври (засн. в 1051), що існують з найдавніших часів. Почав формуватись у 12 ст. як Печерське поселення довкола лаври і на місці кол. с. Берестове. У 16 — 17 ст.- Печерське містечко, оточене природними та штучними укріпленнями. Після спорудження у 1-й пол. 18 ст. Старої Печерської фортеці — адміністративний центр Києва. У зв'язку з побудовою Нової Печерської фортеці у З0 — 40-і рр, 19 ст. до П. увійшла також територія колишнього селища Васильківські Рогатки.
Печерськ дав назви Печерським району, площі, узвозу, бульвару (тепер бульвару Лесі Українки), вулиці (тепер не існує), станції метро «Печерська», а також Новопечерським вулиці (тепер не існує) і провулку, Набережно-Печерським дорозі і вулиці (тепер не існує) та ін. На Печерську збереглися унікальні пам'ятки архітектури часів Київської Русі та наступних століть.
На Печерську знаходиться багато адміністративних будівель, в яких розміщено Адміністрацію Президента України, Верховну Раду, Уряд України та міністерства.
Печерськ славиться чудовими парками на дніпровських схилах. На схилах Дніпра розташована також Києво-Печерська Лавра, одна з найбільших святинь православного світу. Верхня Лавра є національним музеєм-заповідником, а нижня Лавра — діючим монастирем та резиденцією митрополита Київського і всієї України Української православної церкви (Московський патріархат).
У 1964 році на Печерську відкрито Центральний ботанічний сад з чудовим садом бузку та дендрарієм.
Печерськ вважається елітним та престижним районом Києва, тут розміщені головні офіси багатьох банків, корпорацій та фірм і розкішні магазини.

## Історія

### Середньовіччя
Після того, як у Києві утвердився князь Олег, він переніс центр управління на Гору (поблизу Старокиївської гори, де нині знаходиться Історичний музей). Там збудував княжий палац та інші споруди, а на Печерську залишилися угорці та іноки з-поміж перших християн, що жили в печерах Угорського урочища. Пізніший розвиток місцевості пов'язаний з виникненням і розширенням Печерського монастиря, який з часом став найголовнішою святинею Київської держави. Поблизу Печерського монастиря у селі Берестовому постала князівська резиденція великого київського князя Володимира Святославича. Це був великий мурований двоповерховий палац, довкола якого стояли двори князівської челяді. У Берестовому мешкали князі Ярослав Мудрий, Святослав Ярославич, Всеволод Ярославич та Володимир Мономах. 1091 року палац спалили половці, 1113 року його було відбудовано, проте в наступне століття його зруйнували татаро-монголи. У селі Берестовому було збудовано величний храм Спаса (XI ст.). Це був тринавний шестистовпний хрестовобанний храм, призначений для молитов київських князів. Одним із пресвітерів у цьому храмі був видатний публіцист, філософ, оратор і церковний діяч, перший київський митрополит — русич за походженням, Іларіон, автор славнозвісного трактату «Слово про закон і благодать».

### Новий час
З розростанням Печерського та Микільського (поблизу Аскольдової могили) монастирів навколо них виникають Лаврська та Микільська слободи, де жили монастирські люди аж до кінця XVII ст. Найбільше було залюднене селище Печерське навколо Лаври. У XVI-XVII ст. воно стало містечком, яке існувало до часів гетьмана Івана Самойловича, який, виконуючи волю московського царя, почав будувати там твердиню проти турків і татар — Печерську фортецю. Внаслідок цього обидві слободи поступово зносили, а людність насильно переселяли в інші місця. 1706 року гетьман Іван Мазепа зводить нові мури фортеці. Після поразки в антимосковському повстанні Івана Мазепи в союзі зі шведами фортецю зміцнено, поблизу неї споруджено збройовий арсенал на місці знесеного Вознесенського жіночого монастиря, ігуменею в якому була мати Мазепи Марія Магдалена.

### ПеріодРосійської імперії
Печерськ став адміністративним центром Києва, що засвідчило й те, що на його території у 1750—1755 роках зведено розкішний бароковий Царський (Маріїнський) палац за проєктом архітектора Растреллі для імператриці Єлизавети Петрівни. Поступово Печерськ обростав казенними будівлями, що поставали переважно в районі Липок. Проте в цілому ще довго він був забудований глиняними та дерев'яними одноповерховими спорудами, серед яких вирізнялися своєю пишнотою лаврські споруди, Микільський військовий собор, Микільський Слупський монастир, Печерська та Звіринецька фортеці. 1830 року почато будівництво Новопечерської фортеці, спричинене польським повстанням 1830—1831 років та селянськими заворушеннями. Це була міцна система укріплень, фортів, стін, башт, брам, капонірів, валів та ровів, зі шпиталем, водогінними системами. Залишки її в районі бульвару Лесі Українки (Кругла вежа) та Наводницької вулиці свідчать, що на ті часи це була першокласна оборонна споруда.
До найзначніших печерських старожитностей належить також Кловський палац, збудований 1744 року з нагоди приїзду до Києва Єлизавети Петрівни. Саме навколо нього й було посаджено великий липовий гай з алеями в напрямку Дніпра, тому вся місцевість одержала назву Липки. Крім липових алей на початку XVIII ст. там виникли Виноградний та Шовковичний сади. Липки були аристократичним районом міста, оскільки російська та польська знать оселялася поблизу царського палацу, навколо якого буяли сади й відкривався чудовий вигляд на мальовничу задніпровську далечінь. Серед будов на Липках у XVIII ст. постали будинки генерал-губернатора, цивільного губернатора, генерала Милорадовича, князя Васильчикова, графа Безбородька та ін. У 1850-х роках на балах, прийомах та званих обідах у цих будинках збиралася вся київська знать. Зіркою товариства була графиня Евеліна Ганська, що стала дружиною французького письменника Бальзака.
Значно пожвавилося життя Печерська у зв'язку з будівництвом на вулиці Іванівській (тепер Інститутська) у 1832—1842 роках будинку Інституту шляхетних дівчат, який відкрився 1838 року. В ньому навчалися дівчата дворянського походження, діти купців, почесних громадян Києва.
Неподалік, на Лютеранській вулиці, колись була німецька колонія, про що свідчить лютеранська кірха. На цій вулиці знаходилися також пансіони для дворянських дітей, школи, будинок Київського благодійного товариства. Колишня вулиця Миколаївська (тепер — архітектора В. Городецького) була чи не найкрасивішою в місті. Кияни називали її «Київським Парижем». Там розташовувалися розкішний готель «Континенталь», цирк, салон меблів, будинок Гінзбурга, театр Соловцова (нині Театр ім. І. Франка). А неподалік — парк і озеро в садибі професора Мерінга, улюблене місце відпочинку киян. У 1874 році через цю садибу було прокладено вулицю Банкову, окрасою якої став будинок з химерами архітектора Городецького.
У січні 1918 р. під час обстрілу Києва найбільших руйнувань зазнали саме Печерськ і Старе місто з прилеглими районами.

### Період незалежності України

панорама Печерська з південного заходу

### ПеріодРадянського Союзу
Ландшафт Печерська значно змінився у 1930-х роках. Було зруйновано Микільський Військовий та Микільський Слупський монастирі, значна частина Печерської фортеці. На вулиці Московській виросли нові корпуси заводу «Арсенал», на якому працювало кілька тисяч робітників та інженерів. У 1936—1938 роках на вулиці Кірова за проєктом архітектора І. Фоміна споруджено будинок Ради Міністрів УРСР, а в 1936—1939 роках за проєктом архітектора В. Заболотного — будинок Верховної Ради УРСР, в якій 24 серпня 1991 року відбулася вікопомна подія — проголошення України незалежною державою. У 1936—1939 роках на колишній вулиці Орджонікідзе, 11, за проєктом архітектора С. Григор'єва зведено будинок Центрального Комітету Компартії України, в якому в наш час міститься Адміністрація Президента України. Нині в колишніх особняках київської знаті на Липках розміщені різні державні та громадські установи, зокрема Український Фонд культури, Музей історії Києва, Палац культури (колишній інститут шляхетних дівчат, пізніше — Жовтневий палац) та ін. Про стародавні часи нагадує всесвітньо відомий Національний історико-культурний заповідник «Києво-Печерська лавра». Хоч 1941 року було зруйновано його головний храм — Успенський собор, проте в цілому доля вберегла монастир від значної руйнації й архітектурний ансамбль його залишився без змін від часів середньовіччя. Успенський собор 2001 року відновлено у попередньому вигляді.